# أوروبا الغربية
أوروبا الغربية هي الجهة الغربية من القارة الأوروبية والتي تضم كل من:
إسبانيا، البرتغال، فرنسا، إيطاليا، ألمانيا، النمسا، سويسرا، المملكة المتحدة، إيرلندا، الدانمارك، لوكسمبورغ، هولندا، بلجيكا، مالطا، الفاتيكان، أندورا، سان مارينو وليختنشتاين.

## الانقسامات الحديثة

### تصنيف مخطط الأرض للأمم المتحدة

Subregions of Europe by United Nations geoscheme.
أوروبا الشرقية
أوروبا الشمالية
أوروبا الجنوبية
Western Europe

المخطط الجغرافي للأمم المتحدة هو نظام ابتكرته شعبة الإحصاءات في الأمم المتحدة (UNSD) والذي يقسم دول العالم إلى مجموعات إقليمية ودون إقليمية، بناءًا على تصنيف الترميز M49. يُعد التقسيم لأغراض إحصائية ولا يعني ضمنيًا أي افتراض يتعلق بالانتماء السياسي أو أي انتماء آخر لبلدان أو أقاليم.
في المخطط الجغرافي للأمم المتحدة، تم تصنيف الدول التالية على أنها أوروبا الغربية:
- النمسا
- بلجيكا
- فرنسا
- ألمانيا
- ليختنشتاين
- لوكسمبورغ
- موناكو
- هولندا
- سويسرا

### الجغرافيا: العوالم والمناطق والمفاهيم
تم نشر الجغرافيا: العوالم والمناطق والمفاهيم منذ عام 1971 والآن في طبعتها السابعة عشر. كتبه المؤلفون جان نيجمان وبيتر أو.مولر وهارم جيه دي بليج. يتم استخدامه في العديد من
المدارس الأمريكية لتعليم الطلاب جغرافيا العالم.
هنا، يشمل تعريف أوروبا الغربية:
- النمسا
- بلجيكا
- جمهورية التشيك
- فرنسا
- ألمانيا
- جمهورية أيرلندا
- ليختنشتاين
- لوكسمبورغ
- موناكو
- هولندا
- سويسرا
- المملكة المتحدة

### تصنيف CIA

Regions of Europe based on CIA World Factbook:
شمال أوروبا
أوروبا الغربية
أوروبا الوسطى
شبه الجزيرة الإيبيرية
أوروبا الجنوبية
جنوب شرق أوروبا
أوروبا الشرقية

تصنف وكالة المخابرات المركزية سبع دول على أنها تنتمي إلى «أوروبا الغربية»:
- بلجيكا
- فرنسا
- جمهورية أيرلندا
- لوكسمبورغ
- موناكو
- هولندا
- المملكة المتحدة

تصنف وكالة المخابرات المركزية أيضًا ثلاث دول على أنها تنتمي إلى «جنوب غرب أوروبا»:
- أندورا
- البرتغال
- إسبانيا

### تصنيف EuroVoc

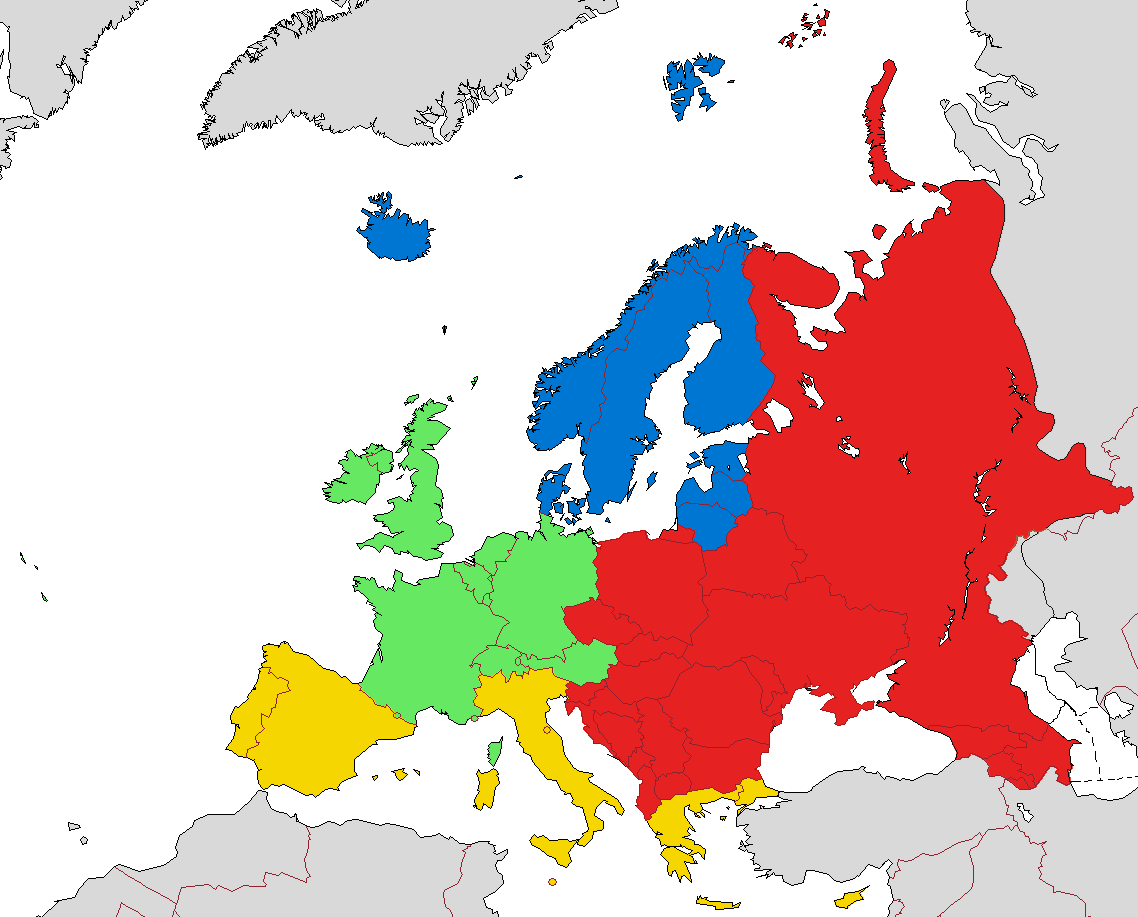
European sub-regions according to Eurovoc:
أوروبا الشمالية
Western Europe
أوروبا الجنوبية
أوروبا الوسطى والشرقية

EuroVoc هو قاموس متعدد اللغات يحتفظ به مكتب المنشورات في الاتحاد الأوروبي. في هذا المكنز، يتم تجميع دول أوروبا في مناطق فرعية. تم تضمين البلدان التالية في المجموعة الفرعية لأوروبا الغربية:
- أندورا
- النمسا
- بلجيكا
- فرنسا
- ألمانيا
- جزيرة أيرلندا
- ليختنشتاين
- لوكسمبورغ
- موناكو
- هولندا
- سويسرا
- المملكة المتحدة

### مجموعة أوروبا الغربية ودول أخرى
مجموعة دول أوروبا الغربية ودول أخرى هي واحدة من عدة مجموعات إقليمية غير رسمية في الأمم المتحدة تعمل ككتل تصويت ومنتديات تفاوض. تشكلت الكتل الانتخابية الإقليمية في عام 1961 لتشجيع التصويت لهيئات الأمم المتحدة المختلفة من المجموعات الإقليمية المختلفة. الأعضاء الأوروبيون في المجموعة هم:
- أندورا
- النمسا
- بلجيكا
- الدنمارك
- فنلندا
- فرنسا
- ألمانيا
- اليونان
- آيسلندا
- جمهورية أيرلندا
- إيطاليا
- ليختنشتاين
- لوكسمبورغ
- مالطا
- موناكو
- هولندا
- النرويج
- البرتغال
- سان مارينو
- إسبانيا
- السويد
- سويسرا
- تركيا
- المملكة المتحدة

## المناخ
يختلف مناخ أوروبا الغربية من شبه استوائي وشبه جاف في سواحل إيطاليا والبرتغال وإسبانيا إلى المناخ الألبي في جبال البرانس وجبال الألب. مناخ البحر الأبيض المتوسط في الجنوب جاف ودافئ. تتميز الأجزاء الغربية والشمالية الغربية بمناخ معتدل ورطب بشكل عام، يتأثر بالتيار الأطلسي الشمالي.

## اللغات
تقع لغات أوروبا الغربية في الغالب ضمن عائلتين من اللغات الهندية الأوروبية: اللغات الرومانسية، المنحدرة من اللاتينية للإمبراطورية الرومانية. واللغات الجرمانية، التي جاءت لغتها الأصلية ([[jhgd
اللغة الجرمانية البدائية|لغة جرمانية بدائية]]) من جنوب الدول الاسكندنافية. يتم التحدث باللغات الرومانسية بشكل أساسي في الجزء الجنوبي والوسطى من أوروبا الغربية، واللغات الجرمانية في الجزء الشمالي (الجزر البريطانية والبلدان المنخفضة)، بالإضافة إلى جزء كبير من شمال ووسط أوروبا.
تشمل لغات أوروبا الغربية الأخرى المجموعة الكلتية (أي الأيرلندية والغيلية الاسكتلندية والمنكية والويلزية والكورنية والبريتانية) واللغة البشكنشية، وهي اللغة الأوروبية الوحيدة الحية المعزولة حاليًا.
تعد التعددية اللغوية وحماية اللغات الإقليمية ولغات الأقليات من الأهداف السياسية المعترف بها في أوروبا الغربية اليوم. وضعت اتفاقية مجلس أوروبا الإطارية لحماية الأقليات القومية والميثاق الأوروبي للغات الإقليمية أو لغات الأقليات إطارًا قانونيًا لحقوق اللغة في أوروبا.